# بيتر هاردمان
بيتر هاردمان (بالإنجليزية: Peter Hardman)‏ هو سائق سيارة سباق أمريكي، ولد في 7 سبتمبر 1964 في ريديتش في المملكة المتحدة.

## وصلات خارجية
- بيتر هاردمان على موقع DriverDB.com (الإنجليزية)